# Thanh Khê, Thanh Chương
Thanh Khê là một xã miền núi thuộc huyện Thanh Chương, tỉnh Nghệ An, Việt Nam.
Xã Thanh Khê có diện tích: 873,45 ha, dân số năm 2014 là 6012 người.

## Địa giới
Xã Thanh Khê, trước đây còn có tên là xã Thái Nhã thuộc tổng Võ Liệt, nằm ở phía Nam huyện Thanh Chương, tỉnh Nghệ An. Phía bắc giáp các xã Thanh An và Thanh Chi; phía đông giáp xã Võ Liệt; phía nam giáp xã Võ Liệt (được ngăn cách bằng con sông Rộ) và xã Thanh Thủy. Phía tây giáp các xã Thanh Thủy và Thanh An. Được dải Dăng Màn và Thiên Trí ngăn cách. Xã Thanh Khê cách TP Vinh khoảng 45 km, cách thị Trấn Dùng khoảng 18 km và cách chợ Rộ khoảng 5 km về phía Tây Nam.

## Hành chính
Tổ chức hành chính của xã Thanh Khê gồm 5 thôn
Bao gồm:;
- thôn: Kim Thủy
- Thôn: Thịnh Lương
- Thôn: Yên Lĩnh
- Thôn: Đức Thanh
- Thôn: Long Nhã

```
Trụ sở Xã được đặt tại thôn Yên Lĩnh
```

## Văn hiến
Thanh Khê là một xã đông dân của huyện Thanh Chương. Ở Thanh Khê bà con giáo dân sống tốt đời đẹp đạo, nhân dân chăm lo đồng rộng. Học sinh chăm lo học hành, là một xã có nhiều con em học tập ở các trường Đại học, cao đẳng trên cả nước... Hiện Thanh Khê có một di tích văn hóa lịch sử cấp Tỉnh là: Đền Phủ Quận thờ Đậu Quận công ở Thôn Đức Thanh. Ở đây còn có các công trình kiến trúc nhà thờ Thiên chúa giáo quy mô như nhà thờ Mô Vịnh, Bàn Thạch...Thời khoa cử Nho học, Thanh Khê có nhiều người học giỏi, đỗ đạt, nổi tiếng có cụ Giải nguyên (đỗ đầu kỳ thi Hương)- Cử nhân Hồ Sĩ Tạo,...
Thanh Khê có một số dòng họ nổi tiếng như họ Hồ Song Nhã (thời Nho học có 04 vị đỗ Cử nhân, làm quan), họ Phan Sĩ ở Thịnh Đại, họ Nguyễn Văn, họ Đặng...

## Trường học
Trên địa bàn xã Thanh Khê có các trường Trường Mầm non Thanh Khê, Trường Tiểu học Thanh Khê, Trường Trung học cơ sở Thanh Khê.

## Kinh tế
Kinh tế xã Thanh khê vẫn đang trong diện khó khăn. Nhân dân chủ yếu sinh sống bằng nghề nông, đi rừng. Về cơ bản hiện nay Thanh khê chỉ có khoảng 700m đường nhựa mà cũng không đi qua trụ sở UBND xã. Thanh khê là xã duy nhất của Thanh chương không có đường nhựa trên trục chinh., địa hình đồi núi, nhiều dốc, mùa mưa đi lại khó khăn. Kinh tế của xã vô cùng khó khăn. Trong các thôn đặc biệt khó khăn hơn cả là thôn Lương Điền, đời sống nơi đây còn thiếu thốn nhiều tỉ lệ hộ nghèo còn cao do thiếu phương tiên sản xuất cả xóm chỉ có vài hộ khá. Nhìn chung Thanh Khê hiện đang khó khăn về giao thông và kinh tế.